# Décembre 2001

## Samedi1erdécembre2001
- Grand banquet annuel du CRIF (Conseil représentatif des institutions juives de France), auquel participent le Premier ministre accompagné de son épouse et de douze ministres, Christian Poncelet, président RPR du Sénat accompagné de Michèle Alliot-Marie, Patrick Devedjian, l'UDF Philippe Douste-Blazy, la candidate écologiste de droite à l'élection présidentielle Corinne Lepage, le candidat communiste Robert Hue, le candidat écologiste de gauche Noël Mamère.
- Attentats-suicide en Israël : 30 morts et 220 blessés.

## Dimanche2 décembre 2001
- À Melbourne, la coupe Davis de tennis est remportée par la France face à l'Australie par trois victoires à deux.
- Tsahal lance des représailles massives contre les Palestiniens.

## Lundi3 décembre 2001
- Un cinquième cas humain de maladie de la vache folle est détecté en France.
- Un condamné à mort américain Mumia Abu Jamal, pour le meurtre d'un policier en 1981, est fait citoyen d'honneur de Paris, par le Conseil de Paris, présidé par Bertrand Delanoë. 
  - le 18, un juge de Philadelphie casse la condamnation à mort, tout en maintenant la culpabilité.

## Mardi4 décembre 2001
- En France :
  - Plusieurs centaines de gendarmes manifestent en uniforme à Montpellier et à Marseille.
  - Décès du général Pierre de Bénouville à l'âge de 87 ans. Il fut camelot du roi, résistant, ami de François Mitterrand, député et directeur de journaux.

## Mercredi5 décembre 2001
Décès du Lieutenant Guillaume d'Ussel, Lieutenant au 7e BCA, mort en montagne.

## Jeudi6 décembre 2001
- En France : 
  - Nouvelles manifestations de gendarmes dans plusieurs villes en France
- En Afghanistan, chute de Kandahar.
- Au Brésil, des pirates du fleuve Amazone assassinent sur son bateau sir Peter Blake en mission scientifique.

## Vendredi7 décembre 2001
- En Corse, lors du procès de l'Affaire des paillotes, le procureur de la république requiert quatre ans de prison, dont trois ferme, contre l'ancien préfet Bernard Bonnet.
- Lors de son discours de célébration du soixantième anniversaire de l'attaque japonaise sur Pearl Harbor, à bord du porte-avions USS Enterprise, le président George W. Bush, dressant un parallèle avec les attentats du 11 septembre, déclare : « Comme tous les fascistes, les terroristes ne peuvent pas être laissés en paix ».
- Israël-Palestine :
  - Réunion commune, sous l'égide de l'envoyé spécial américain Anthony Zinni, entre les responsables des sécurités israéliens et palestiniens.
  - Dans la nuit, le quartier général de la police palestinienne de Gaza, est bombardé par des hélicoptères de combat israéliens.

## Samedi8 décembre 2001
- En France, les gendarmes obtiennent du ministre de la Défense, Alain Richard, une augmentation mensuelle de salaire de 1 000 francs, 50 000 gilets pare-balles et des effectifs supplémentaires.
- Le Sénat américain vote le projet de budget militaire, d'un montant de 318 milliards de dollars, pour financer le projet de bouclier antimissile.

## Dimanche9 décembre 2001
- Nouvel attentat suicide palestinien : 9 morts.

## Lundi10 décembre 2001
- En France :
  - Reprise des négociations, commencées en novembre entre les syndicats de policiers et le ministre de l'intérieur Daniel Vaillant.
  - L'Assemblée nationale vote définitivement le projet de loi de financement de la Sécurité sociale par 271 voix contre 255.
  - Les enseignants manifestent dans plusieurs grandes villes.

## Mardi11 décembre 2001
- En France :
  - Manifestation des gardiens de prison.
  - Un proche d'Armata Corsa, Jacques Navarra, est enlevé et assassiné par de faux policiers.
  - Du 11 au 12 décembre, procès devant le tribunal militaire de Paris du commandant Pierre Bunel, poursuivi pour intelligence avec l'ennemi, sous l'accusation d'avoir transmis en 1999, pendant la guerre du Kosovo, des plans des frappes de l'Otan à un colonel serbe. Il est condamné à cinq ans de prison dont deux ans ferme.
- Aux États-Unis, le Franco-Marocain Zacarias Moussaoui, arrêté le 17 août 2001 dans le Minnesota, est inculpé pour avoir participé à l'opération suicide de Pittsburgh. Soupçonné d'être le vingtième pirate des attentats du 11 septembre, il est passible de la peine de mort.
- La Chine entre à l'Organisation mondiale du commerce (OMC).

## Mercredi12 décembre 2001
- France : décès à Senlis, du comédien et directeur de cirque Jean Richard, à l'âge de 80 ans.
- Israël : 
  - Attentat-suicide par un militant du Hamas contre un autobus israélien, dans la banlieue de Tel-Aviv : 11 morts dont le terroriste et 30 blessés israéliens.
  - Deux attentats-suicides dans une colonie juive au sud de Gaza : 4 blessés israéliens.
  - L'Autorité palestinienne ordonne la fermeture de tous les bureaux du Hamas et du Djihad islamique.
  - Le gouvernement israélien décrète Yasser Arafat « hors-jeu politiquement ».
  - Jusqu'au 15, Tsahal intensifie en représailles ses bombardements contre les infrastructures palestiniennes de Gaza et de Cisjordanie : 13 morts palestiniens.
- Venezuela : Adoption par les chefs d’État et/ou de gouvernement des pays de l'Association des États de la Caraïbe (AEC), réunis sur l'île de Margarita, au Venezuela de la Déclaration de Margarita, « reconnaissant la mer des Caraïbes comme patrimoine commun de la région, et comme un actif inestimable »

## Jeudi13 décembre 2001
- En France :
  - En Corse, à l'Île-Rousse, assassinat de Jean-Pierre Martelli, un des gérants du bar La Piscine où a été assassiné Jean-Michel Rossi, le 7 août 2000.
  - Frédéric Vitoux est élu à l'académie française au fauteuil de Jacques Laurent.
  - Manifestation rassemblant quelque 80 000 syndicalistes à Bruxelles à l'occasion du sommet des chefs d'État et de gouvernement des 15 pays de l'Union européenne, qui doit se tenir du 14 au 15 décembre à Laeken.
- Le président George W. Bush annonce le retrait unilatéral des États-Unis du traité ABM, afin de préparer la mise en œuvre de son projet de bouclier antimissile.
  - Le gouvernement russe estime que cette décision est « une erreur » mais se dit prêt à engager les discussions pour de nouveaux accords de désarmement.
- Dans un enregistrement vidéo à peine audible, « découvert » par les forces spéciales américaines à Djalalabad au Pakistan, et rendu public par le gouvernement américain, Oussama ben Laden raconte la préparation des attaques du 11 septembre, à un dignitaire religieux saoudien.
- À New Delhi, en Inde, un commando de cinq terroristes séparatistes musulmans cachemiri, attaque le Parlement tuant un jardinier, 2 attachés parlementaires et six membres des forces de sécurité.
  - Début de la confrontation indo-pakistanaise de 2001-2002. Le ministre des Affaires étrangères Jaswant Singh met en cause la responsabilité du Pakistan, qui réplique que « l'Inde paiera cher si elle se lance dans une quelconque aventure. »
- Mort de Chuck Schuldiner, fondateur, guitariste et chanteur du groupe Death

## Vendredi14 décembre 2001
- En France, décès du réalisateur et producteur de télévision Claude Santelli à l'âge de 78 ans. Il fut le pionnier, à l'ORTF, des adaptations télévisées des grands textes littéraires et fut le défenseur, depuis 1975, d'une télévision populaire de qualité, contre les chaînes commerciales.
- Du 14 au 15 décembre, à Laeken près de Bruxelles, sommet des chefs d'État et de gouvernement des 15 pays de l'Union européenne.
  - Lancement officiel d'une convention chargée d'élaborer la future réforme des institutions et dont la présidence est confiée à Valéry Giscard d'Estaing.
  - Quelque 20 000 manifestants « antimondialistes » manifestent à Bruxelles.
- Dans la nuit du 14 au 15, les États-Unis mettent leur veto à un projet de résolution du Conseil de sécurité recommandant le déploiement d'observateurs internationaux.

- Éclipse solaire annulaire de 3 min 53 s. Cette éclipse pouvait être aperçue en Amérique du Nord et centrale.

## Samedi15 décembre 2001
- En France, début de la grève des médecins généralistes qui réclament une revalorisation de leurs honoraires.
  - Du 22 au 26 décembre, la grève prendra de l'ampleur.

## Dimanche16 décembre 2001
- En France, à la Porte de Versailles, à Paris, 8 000 militants du RPR fêtent le 25e anniversaire de leur mouvement.
- Aux élections municipales du Portugal, le Parti socialiste subit un grave revers électoral et perd, notamment, les villes de Lisbonne et de Porto.
- En Afghanistan, les dernières poches de résistances d'Al-Qaïda sont écrasées dans la région de Tora Bora : 200 islamistes tués. Cependant Oussama ben Laden et son état-major restent introuvables.
- Le président palestinien Yasser Arafat appelle à la cessation de toute violence armée contre Israël.
  - Le gouvernement américain réaffirme la légitimité de celui-ci comme partenaire de négociations, mais exige de lui des résultats contre le terrorisme.
- Élection présidentielle à Madagascar, Marc Ravalomanana est élu.

## Lundi17 décembre 2001
- En France, Vivendi Universal annonce l'achat pour 10,5 milliards de dollars, des actifs de Usa Networks dans le cinéma et la télévision, dans le but d'une fusion avec les studios Universal. À cette occasion, le PDG Jean-Marie Messier déclare : « L'exception culturelle française est morte ».
- La Fédération internationale des droits de l'homme et Human rights Alliance France publient un rapport détaillant le règne de terreur mis en place par le régime de Saddam Hussein :
  - Répression régulière des minorités ethniques kurdes, turkmènes ou chiites.
  - Toute forme d'opposition aussi minime soit-elle est sanctionnée par des exécutions ou des amputations :
    - l'insulte à Saddam Hussein ou à sa famille est systématiquement punie par la langue coupée,
    - le refus de servir l'armée est puni par les oreilles coupées,
    - la désertion est punie de la peine capitale.
    - En cas de fuite des opposants, les épouses sont accusées de prostitution et décapitées en public, et leur tête exposée devant leur domicile

  - Les exécutions et amputations sont réalisées par la milice personnelle de Oudaï, le fils de Saddam Hussein.
- À la suite du revers électoral subi par son parti aux élections municipales, le premier ministre socialiste du Portugal, António Guterres démissionne.

## Mardi18 décembre 2001
- En France :
  - L'Assemblée nationale vote définitivement le projet de loi sur l'avenir de la Corse par 249 voix contre 228.
  - Le Conseil constitutionnel rejette le financement de la loi sur les trente-cinq heures.
  - Décès à Boulogne-Billancourt du chanteur, compositeur et comédien, Gilbert Bécaud à l'âge de 74 ans.
- À Bruxelles, arrestation du Belgo-Tunisien Tarek Maaroufi, soupçonné d'être l'un des responsables européens du réseau terroriste Al-Qaïda et d'être impliqué dans l'assassinat, le 9 septembre 2001, du commandant Massoud, 2 jours avant les attentats du 11 septembre.
- À la frontière du Cachemire et du Pakistan, échanges de tirs entre des soldats indiens et pakistanais.

## Mercredi19 décembre 2001
- En France :
  - L'Assemblée nationale vote définitivement le projet de loi de modernisation sociale par 271 voix contre 244.
  - Après un mois de grève, deux syndicats d'internes sur quatre signent un protocole d'accord avec le ministre de la Santé Bernard Kouchner. Le travail reprend en province mais la grève se poursuit dans la région parisienne.
  - La Cour d'appel de Versailles, dans l'affaire des marchés publics de la Ville de Paris, condamne à six mois de prison avec sursis, l'ancienne trésorière du RPR, Louise-Yvonne Casetta. Elle avait été relaxée en première instance le 28 novembre 2000.
- En Argentine, des manifestations tournent à l'émeute à Buenos Aires : 27 morts. Le président de la République Fernando De la Rua décrète l'état de siège pour un mois.

## Jeudi20 décembre 2001
- En France :
  - Le président de la Confédération paysanne José Bové, est condamné par la Cour d'appel de Montpellier à six mois de prison ferme et à 50 000 francs d'amende, pour la destruction de plants de riz transgénique en juin 1999.
  - Décès à Paris, du comédien, metteur en scène et auteur dramatique Jacques Mauclair à l'âge de 82 ans.
  - Décès à Verson dans le Calvados, de l'ancien président sénégalais et académicien français Léopold Sédar Senghor à l'âge de 95 ans.
- En Allemagne, le SPD Berlinois, vainqueur avec seulement 29,6 % des élections régionales du 22 septembre, conclut un accord avec les néocommunistes du PDS (22,4 %), en vue d'un gouvernement de coalition, malgré l'opposition du chancelier Gerhard Schröder.
- Le gouvernement américain a ajouté deux mouvements terroristes pakistanais dans la liste des organisations terroristes devant être combattues : le Lashkar-i-Taiba et le Jaish-i-muhammad.
- En Afghanistan, un attentat attribué à une poche de résistance des talibans fait plusieurs blessés à Mazar-i-Charif.
- En Argentine, à la suite des évènements du 19 décembre, le président de la République Fernando de la Rúa démissionne, ainsi que l'ensemble du gouvernement.

## Vendredi21 décembre 2001
- En Afghanistan : 
  - Les premiers éléments de la FIAS (Force internationale d'assistance à la sécurité), mandatée par les Nations unies et commandée par le général de division britannique John McColl, arrive sur la base aérienne de Bagram près de la capitale Kaboul.
  - L'aviation américaine, bombarde un convoi, dans la province de Paktia et tue 65 personnes dont des femmes et des enfants.
    - Le Pentagone annonce que ce convoi transportait des membres du réseau terroriste Al-Qaïda.
    - Le chef pachtoune du conseil de la province Haji Saïfullah dément l'information du Pentagone et menace de déclarer la guerre au nouveau gouvernement s'il ne fait pas cesser les bombardements américains.
    - Il s'agirait en fait d'un convoi de chefs tribaux pro-gouvernementaux, se rendant à la cérémonie d'investiture de Hamid Karzai. Les Américains auraient été délibérément trompés par des chefs tribaux opposés au nouveau gouvernement.
- Israël-Palestine :
  - Affrontements entre policiers palestiniens et militants islamistes dans la bande de Gaza : 6 morts.
  - Le Hamas annonce l'arrêt « jusqu'à nouvel ordre » de ses attentats-suicides.
- Le gouvernement indien rappelle son ambassadeur en poste à Islamabad.

## Samedi22 décembre 2001
- L'équipage et les passagers, d'un vol Paris-Miami d'American Airlines, parviennent à maîtriser un terroriste kamikaze qui tentait de mettre le feu à des explosifs dissimulés dans le talons de ses chaussures. L'homme était porteur d'un passeport britannique établi au nom de Richard Colvin Reid.
- En Afghanistan, Le nouveau gouvernement intérimaire, présidé par Hamid Karzai est officiellement investi.
- En Argentine, à la suite de la démission du président de la République Fernando de la Rúa, les députés et les sénateurs réunis en Assemblée législative, élisent comme président par intérim, le péroniste Adolfo Rodríguez Saá, gouverneur de la province de San Luis.

## Dimanche23 décembre 2001
- En Argentine, le nouveau président péroniste Adolfo Rodriguez Saa annonce la suspension des paiements de la dette publique (132 milliards de dollars).

## Lundi24 décembre 2001
- Le président Yasser Arafat, bloqué à Ramallah depuis le 3, est empêché par Israël d'assister à la messe de minuit chrétienne de Bethléem, comme il le fait habituellement.
- Le président pakistanais Mucharraf, dans son discours à la nation, dénonce le « cauchemar » que certains groupuscules impose au Pakistan et promet de faire face à la fois à la « menace extérieure » et au « défi intérieur. »

## Mardi25 décembre 2001
- Annonce de la découverte du corps d'un jeune français Hervé Djamel Loiseau ayant combattu dans les rangs du réseau terroriste Al-Qaïda, mort de froid et de faim dans les montagnes de Tora Bora et inhumé à Tandor, au Pakistan.

## Mercredi26 décembre 2001
- En Afghanistan : 
  - Dans la nuit, l'aviation américaine, bombarde un convoi et tue 25 personnes.
  - En plus de celui de Hervé Djamel Loiseau, annonce de la découverte des corps de cinq autres jeunes français ayant combattu dans les rangs du réseau terroriste Al-Qaïda.
- La chaîne de télévision qatarie Al Jazeera diffuse en partie une nouvelle cassette vidéo du chef terroriste Oussama ben Laden dans laquelle il déclare : « Notre terrorisme contre les États-Unis est béni, il dissuade l'oppresseur pour que l'Amérique cesse son soutien à Israël qui tue nos enfants ».
  - Le 27, la cassette est entièrement diffusée avec Ben Laden appelant les islamistes à « frapper l'économie américaine par tous les moyens. »
- Le premier ministre indien Atal Behari Vajpayee prépare son pays et le monde à une guerre, qu'il considère comme inévitable, avec le Pakistan : « Nos missiles sont pointés... Nous ne voulons pas cette guerre, mais elle nous est imposée, nous saurons y faire face. »

## jeudi27 décembre 2001
- Le gouvernement indien interdit aux avions pakistanais le survol de son espace aérien.
- En Israël, le ministre de la défense Benjamin Ben-Eliezer est élu chef du parti travailliste.

## Samedi29 décembre 2001
- Funérailles nationales à Dakar au Sénégal de l'ancien président sénégalais et académicien français Léopold Sédar Senghor, décédé à l'âge de 95 ans, à Verson dans le Calvados.

## Dimanche30 décembre 2001
Au Samoa et Tokelau le 30 décembre 2001 était le 31 décembre pour aider le commerce en Australie (ils ont changé leurs fuseaux horaires).

## Lundi31 décembre 2001
- Expiration des versions 1.01,1.02,1.03,1.04 de Microsoft Windows

## Naissances
- 1er décembre : Aiko de Toshi, unique enfant de l'empereur Naruhito du Japon et de son épouse l'impératrice Masako
- 2 décembre : Marko Ivezić, footballeur serbe
- 4 décembre : Nicolò Rovella, footballeur italien
- 7 décembre : Léa Fontaine, judoka française
- 8 décembre : Denilho Cleonise, footballeur néerlandais
- 10 décembre : Jamie Margolin, militante américaine
- 11 décembre : Armel Bella-Kotchap, footballeur allemand
- 18 décembre :
  - Billie Eilish, auteure-compositrice-interprète américaine
  - Kenzo Goudmijn, footballeur néerlandais
- 21 décembre : Linda Mazri, joueuse de badminton algérienne.
- 22 décembre : Jack Draper, joueur de tennis britannique
- 28 décembre :
  - Maitreyi Ramakrishnan, actrice canadienne
  - Madison De La Garza, actrice américaine.
- 30 décembre : Taylor Gardner-Hickman, footballeur anglais

## Décès
- 1er décembre : Jean-Pierre Chabrol, écrivain français (° 11 juin 1925).
- 6 décembre : Peter Blake, navigateur néo-zélandais (° 1er octobre 1948).
- 10 décembre : Ashok Kumar, 90 ans, acteur bengali.
- 12 décembre : Jean Richard, homme de cirque et acteur français (° 18 avril 1921).
- 13 décembre : Chuck Schuldiner, fondateur du groupe Death (° 13 mai 1967).
- 14 décembre : Claude Santelli, réalisateur de télévision français (° 17 juin 1923).
- 15 décembre : Rufus Thomas, chanteur américain (° 26 mars 1917).
- 18 décembre :
  - Gilbert Bécaud, chanteur français (° 24 octobre 1927).
  - Marcel Mule, saxophoniste français (° 24 juin 1901).
- 20 décembre :
  - Léopold Sédar Senghor, homme d’État et poète sénégalais (° 9 octobre 1906).
  - Jacques Mauclair, comédien, dramaturge et metteur en scène français (° 12 janvier 1919).
- 22 décembre : Jacques Mayol, apnéiste français (° 1er avril 1927).